# Denis Quilley
Denis Quilley (Londra, 26 dicembre 1927 – Londra, 5 ottobre 2003) è stato un attore teatrale britannico.

## Biografia
Famoso attore di teatro, Denis Quilley si formò sui testi di Shakespeare insieme, tra gli altri, a Laurence Olivier e John Gielgud, diplomandosi alla Bancroft's School nell'Essex. 
Di bell'aspetto e con un naso leggermente prominente, Quilley fece la sua prima apparizione teatrale nel 1945 con la Birmingham Repertory Company e rimpiazzò Richard Burton in The Lady's Not for Burning nel suo debutto a Londra nel 1950; i ruoli seguenti furono in La dodicesima notte e Il mercante di Venezia.
Prendendo spunto dal suo repertorio classico, fece una strepitosa hit personale con rivisitazioni musicali e satiriche: Airs on a Shoestring (1953) e Grab Me a Gondola (1956). Nei primi anni sessanta portò il suo ruolo in Irma la dolce a Broadway ed ottenne un grande successo.
Nei suoi quasi 60 anni di carriera recitò sul palco dell'Old Vic, del Royal Shakespeare Theatre, del Regent's Park e del Drury Lane, in una grande varietà di ruoli. Negli anni settanta lavorò con i componenti della Laurence Olivier's National Theatre Company per la loro ultima stagione all'Old Vic.
Attore dotato ed intellettuale, in grado di mostrare forza quanto vulnerabilità e debolezza, fu un volto familiare sia sul piccolo schermo (Masada) che al cinema: da ricordare i suoi ruoli in Assassinio sull'Orient Express (1974), Delitto sotto il sole (1982) e Mister Johnson (1990).
Nel 1980 lavorò nel West End londinese nella prima produzione inglese del musical Sweeney Todd di Stephen Sondheim, al fianco di Sheila Hancock, nel quale interpretò il ruolo del protagonista.

## Vita privata
Il 30 dicembre 2001 fu insignito dell'OBE (Officier of the Order of the British Empire).
Fu un abile suonatore di flauto, violoncello e pianoforte, strumento che suonò anche in una scena del film Delitto sotto il sole.
Sposato dal 1949 con Stella Chapman, da cui ebbe 3 figli, Dennis Quilley morì nel 2003, a causa di un cancro al fegato, dopo la partecipazione al musical teatrale Anything Goes. 

## Filmografia parziale
- Flagrante adulterio (Life at the Top), regia di Ted Kotcheff (1965)
- Anna dei mille giorni (Anne of the Thousand Days), regia di Charles Jarrott (1969)
- Il caso Drabble (The Black Windmill), regia di Don Siegel (1974)
- Assassinio sull'Orient-Express (Murder on the Orient Express), regia di Sidney Lumet (1974)
- Delitto sotto il sole (Evil Under the Sun), regia di Guy Hamilton (1982)
- King David, regia di Bruce Beresford (1985)
- Medico per forza (Foreign Body), regia di Ronald Neame (1986)
- Mister Johnson, regia di Bruce Beresford (1990)
- Storia di una capinera, regia di Franco Zeffirelli (1993)

## Doppiatori italiani
- Michele Gammino in Assassinio sull'Orient-Express
- Sergio Rossi in Delitto sotto il sole
- Sergio Fiorentini in King David
- Giorgio Lopez in Storia di una capinera

## Premi
- Vinse l'Olivier Award per la sua performance in Privates on Parade (1977); pochi anni dopo, lo rivinse per Sweeney Todd.
- Vinse il Laurence Olivier Theatre Award nel 2000 per la sua performance in un musical, messo in scena al Royal National Theatre.